# Chiesa di San Pietro in Forliano
La chiesa di San Pietro in Forliano si trova a San Gimignano, in provincia di Siena, Diocesi di Volterra

## Storia
La prima testimonianza che certifica l'esistenza di questa chiesa risale al 28 dicembre 1262 quando un tale Noccio fu Guiciardo, nel suo testamento, lascia 10 soldi alla eccl. s. Petri de Forliano. In seguito la chiesa non viene più citata né tra le chiese confermate al proposto di San Gimignano nel 1182 da papa Lucio III e nel 1254 da papa Innocenzo IV, né negli elenchi delle decime stilati tra la fine del XIII e l'inizio del XIV secolo. Probabilmente per un periodo imprecisato la chiesa venne sconsacrata visto che nel 1318 risulta che Biondo Guareducci di Pisa, mercante di lana a Siena, la usava come suo fondaco. Appare nuovamente citata, come eccl. beati Petri de S.Geminiano in data 20 settembre 1328 quando il capitolo della collegiata elesse prete Cione di Chele suo rettore.
Alla metà del XIV secolo la situazione economica della chiesa era buona e poteva contare su discrete entrate che permisero ai suoi rettori di far decorare l'interno con affreschi di artisti come Memmo di Filippuccio e Giovanni d'Asciano. Il problema della chiesa era l'estrema vicinanza col convento di Sant'Agostino, che le sottraeva fedeli e che tolse utilità alla sua funzione di chiesa parrocchiale; infatti in occasione della visita pastorale del 24 gennaio 1441 la chiesa risulta già da un tempo imprecisato unita alla pieve di Céllole. Nel 1556 divenne un possesso dei monaci della Badia a Cerreto che però la tennero chiusa al culto e nel 1565 la cedettero a convento degli Angeli. Il loro governo durò pochissimo visto che già nel 1576 era nuovamente unita alla pieve di Cèllole e curata dai canonici della collegiata.
Nel 1595 venne nuovamente eretta a parrocchia e nonostante si trovasse in pieno territorio della nuova diocesi di Colle Val d'Elsa, venne lasciata e tuttora costituisce una sorta di enclave della diocesi di Volterra.
Nel 1918 i suoi affreschi vennero consolidati e restaurati e la facciata fu ripristinata allo stile originario, con un lavoro giudicato davvero esemplare per l'epoca.

## Descrizione

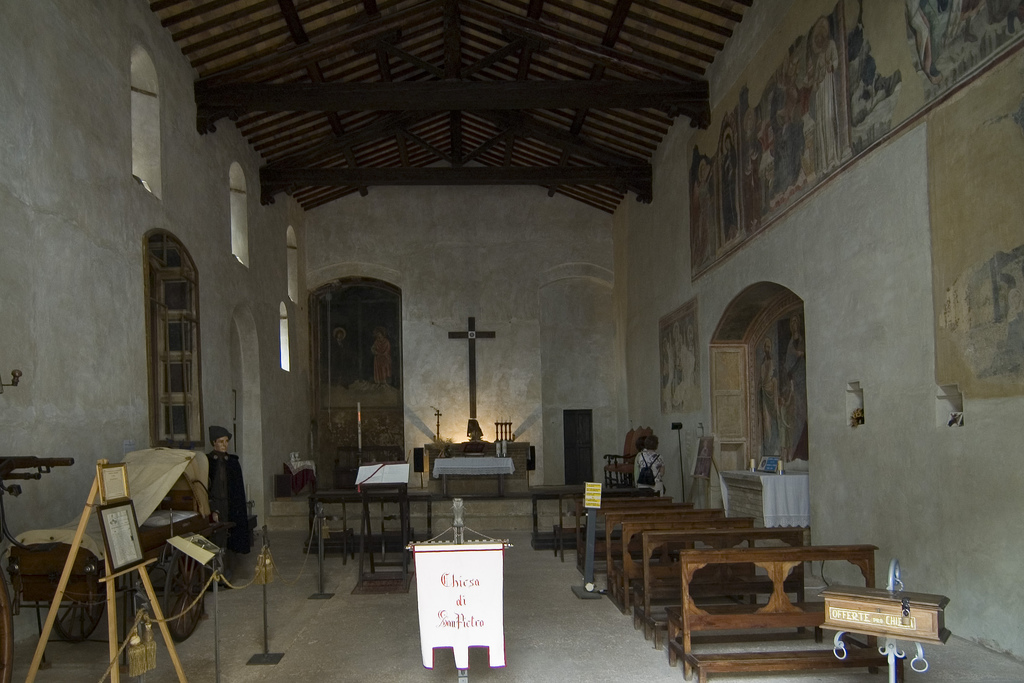
Interno

La chiesa consiste in una semplice aula rettangolare coperta a tetto.

### Esterno
La facciata ha uno schema a capanna con occhio sovrapposto al portale, secondo un classico schema dei primi del XIII secolo. Il portale presenta un arco realizzato con conci di calcare, lievemente estradossato con ghiera avvolgente di stile pisano e con l'architrave a mensole scolpite a teste umane; la lunetta è tamponata mediante l'uso di mattoni disposti a lisca di pesce con un sistema usato anche nella pieve di Casole. L'occhio è frutto di ripristino e per far ciò si usarono i frammenti salvatisi dalla distruzione conseguente all'inserimento, al suo luogo, di un finestrone rettangolare.
Esternamente mostra abbastanza chiaramente due distinte fasi costruttive in epoca medievale; nella spoglia fiancata settentrionale si nota una evidente ricucitura della muratura in mattoni: sulla destra si trova la parte più antica e sulla sinistra la più recente. La fiancata meridionale corrisponde all'antica facciata dove si apriva un portale, la lunetta e gli stipiti sono frutto di un rifacimento, con arco estradossato di stile pisano e una ghiera composta da cotto scolpito a cordone e dentelli. Nella parte sovrastante si aprono tre monofore a doppio sguancio con archivolto con decorazione a zig-zag, tali monofore sono simmetriche rispetto al portale. Sulla sinistra del portale si apre una monofora di dimensioni più contenute rispetto a quelle in alto, che presenta elementi databili alla fine del XII secolo.
La chiesa ha un campaniletto a vela frutto di restauri successivi.

### Interno
L'interno, ad aula unica, conserva interessanti affreschi della prima metà del Trecento. Memmo di Filippuccio realizzò l'Annunciazione, la Madonna in trono tra due sante e l'Adorazione dei Magi. A Giovanni d'Asciano è storicamente attribuito l'affresco dall'insolita iconografia, con la Madonna che passeggia tenendo per mano Gesù, tra San Paolo e San Giovanni Battista, anche se recenti studi hanno messo in dubbio l'esistenza di tale artista, identificandone l'autore con un pittore della bottega dei Memmi, forse Federico.

## Note

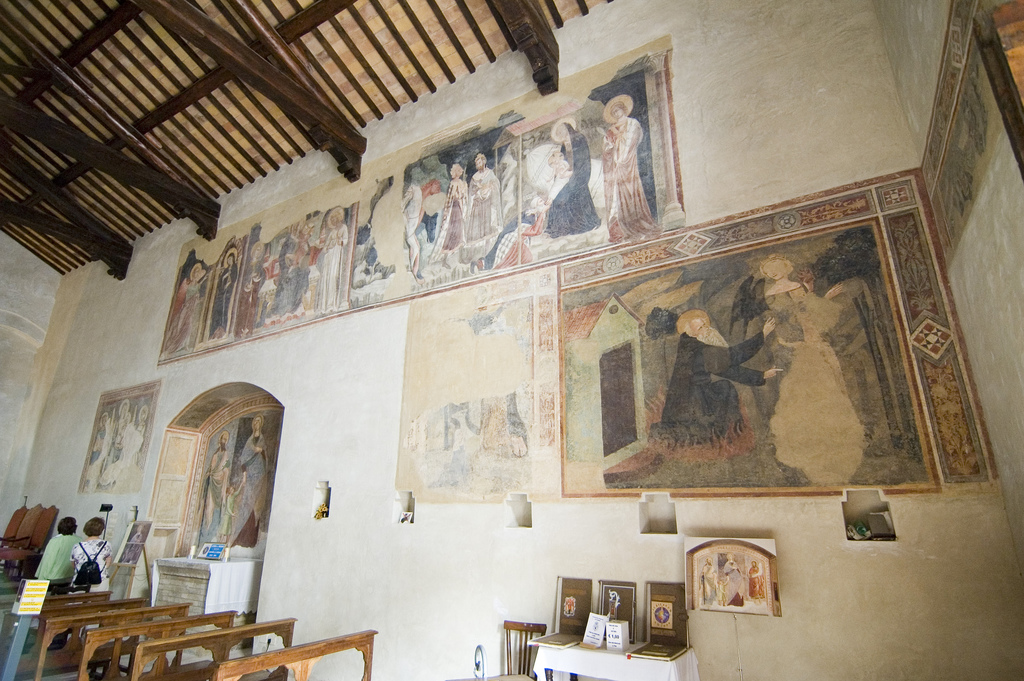
Affreschi